# Dračí hrebeň

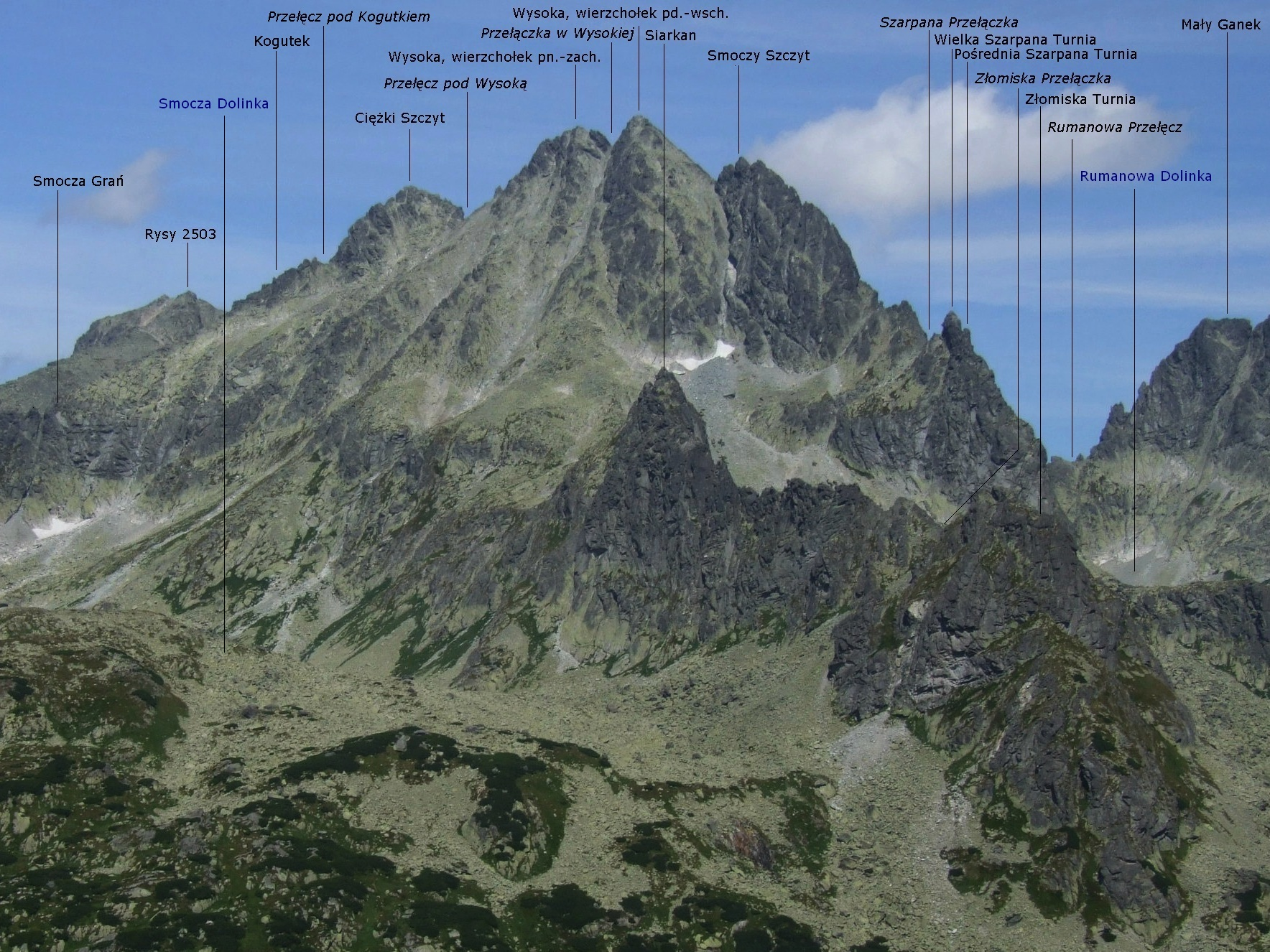
Dračí hrebeň při pohledu ze Sedla pod Ostrvou (popisky polsky)

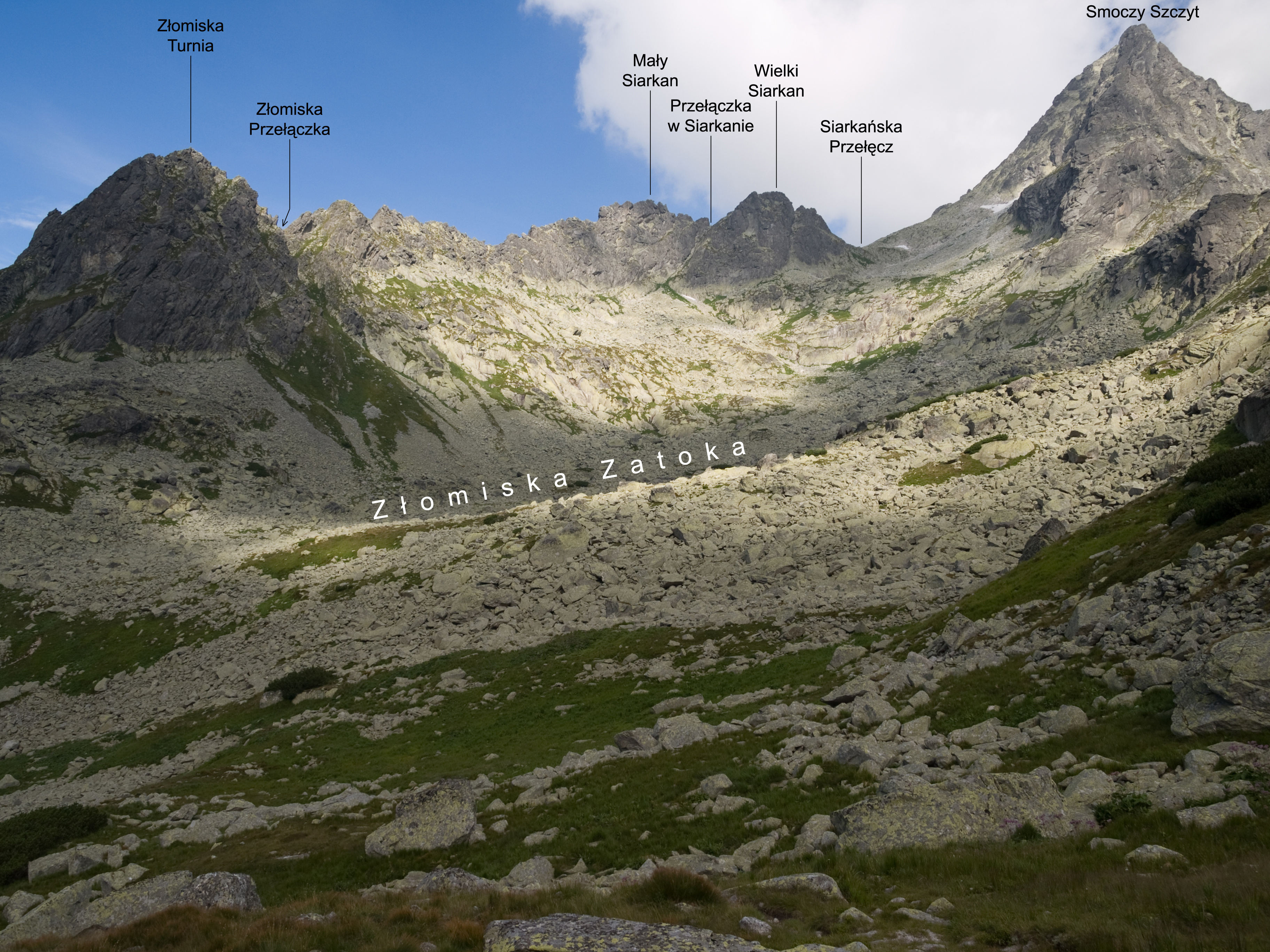
Dračí hrebeň (popisky polsky)

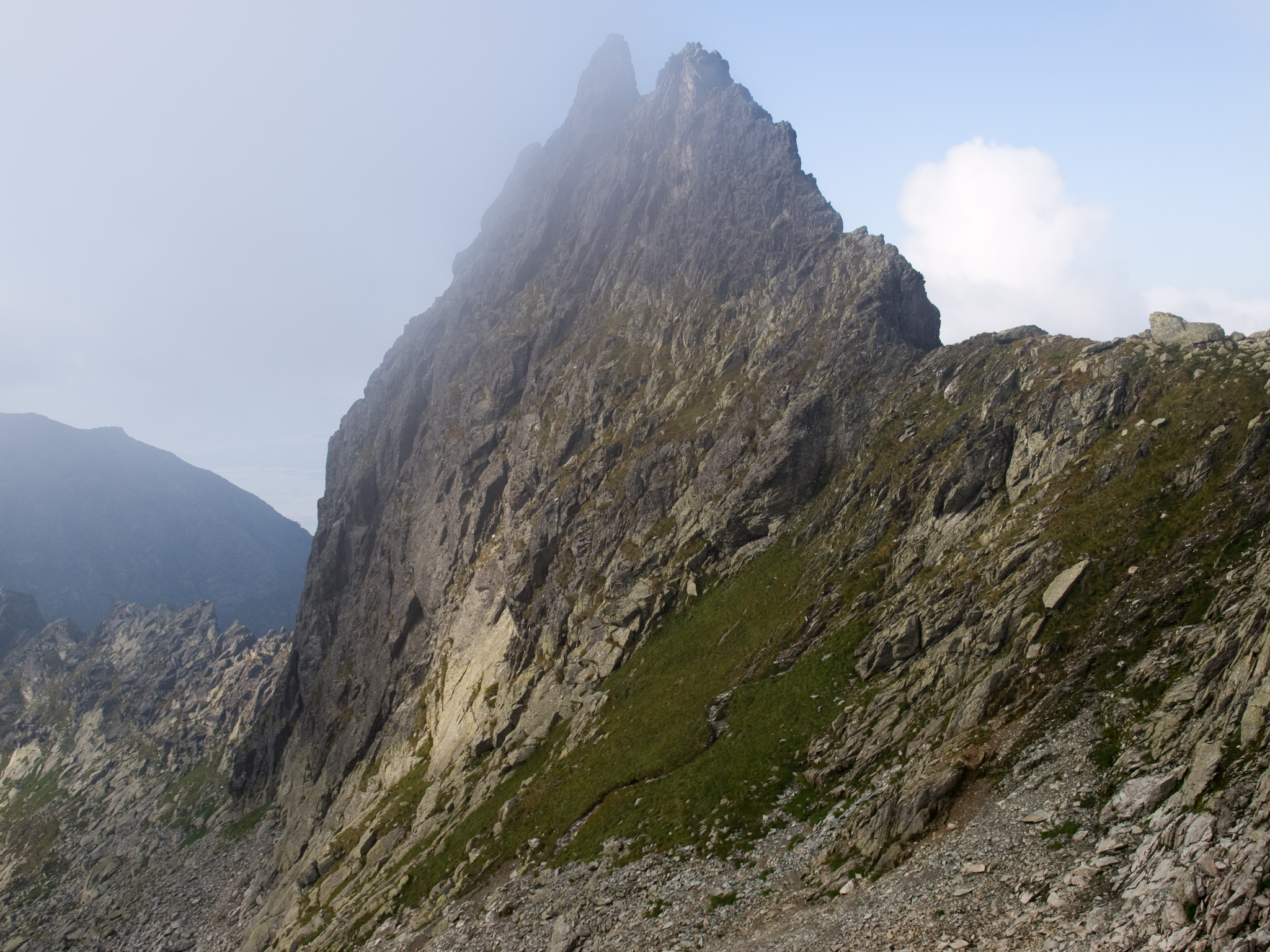
Dračia hlava

Dračí hrebeň (polsky Siarkańska Grań, maďarsky Sárkány-tavi-gerinc, německy Drachsenseegrat) je boční hřeben ve slovenské části Vysokých Tater. Od hlavního tatranského hřebene se odděluje ve Vysoké a směřuje přímo na jih, kde klesá do Zlomiskové doliny. Hřeben odděluje Dračiu dolinku na západě a Kotlinku pod Dračím sedlom na východě. Úsek mezi Dračím sedlem a Zlomiskovou brankou se nazývá Dračia hlava.

## Průběh hřebene
|  | Slovenský název      | Polský název           | Nadmořská výška (m) | Souřadnice                       |
|  | -------------------- | ---------------------- | ------------------- | -------------------------------- |
|  | Vysoká               | Wysoka                 | 2547                | 49°10′22″ s. š., 20°05′40″ v. d. |
|  | Dračie sedlo         | Siarkańska Przełęcz    | 2223                | 49°10′10″ s. š., 20°05′39″ v. d. |
|  | Veľká Dračia hlava   | Wielki Siarkan         | 2260                | 49°10′03″ s. š., 20°05′37″ v. d. |
|  | Štrbina Dračej hlavy | Przełączka w Siarkanie | 2250                | —                                |
|  | Malá Dračia hlava    | Mały Siarkan           | —                   | —                                |
|  | Zlomisková bránka    | Złomiska Przełączka    | —                   | 49°09′51″ s. š., 20°05′44″ v. d. |
|  | Zlomisková veža      | Złomiska Turnia        | 2147                | 49°09′49″ s. š., 20°05′45″ v. d. |

## Turistické trasy
V celém hřebeni nejsou v současné době žádné značené trasy, takže oblast je dle pravidel TANAPu pro turisty nepřístupná.